# 金裕贞站
金裕貞站（：／ Gimnyujeong yeok */?）是京春線沿線的一座地面車站，位於韓國江原道春川市新東面甑里。通車時的站名為新南站（신남역）；後來為了紀念出身此地的朝鮮小說家金裕貞，而於2004年更名為「金裕貞站」，是全國首座以人物命名的鐵路車站。車站採韓屋造型設計，站內設施則皆是以宮書體書寫。
原先的舊站舍在遷移後並未拆除，韓國鐵道公社將其指定為選定準鐵道紀念物而得以留存，並禁止進入。站內還留存了2輛無窮花號列車與7160系柴油機關車。

## 車站結構
站體為2面4線雙島式月台的地面車站，候車月台設有月台幕門。

### 月台配置
| ↑ 江村          |
| ４３ \| ２１ \| |
| 南春川 ↓        |

| 月台 | 路線              | 目的地                             |
| ---- | ----------------- | ---------------------------------- |
| 1    | ●首都圈電鐵京春線 | 不使用                             |
| 2    | ●首都圈電鐵京春線 | 南春川、春川方向                   |
| 3    | ●首都圈電鐵京春線 | 退溪院、坪內好坪、上鳳、清涼里方向 |
| 4    | ●首都圈電鐵京春線 | 不使用                             |

## 歷史
- 1939年7月25日：京春線新南站（신남역）落成啟用。
- 2004年12月1日：改为现名。
- 2010年9月1日：停止貨物運輸。
- 2010年12月21日：鐵路複線電氣化工程完工，首都圈電鐵京春線開始運行，並遷移至車站現址。

## 車站周邊
- 金裕貞文學村（朝鲜语：김유정문학촌）
- 江村鐵道主題公園
- 新東郵局
- 新東面事務所
- 新東農協新南分會

## 圖片

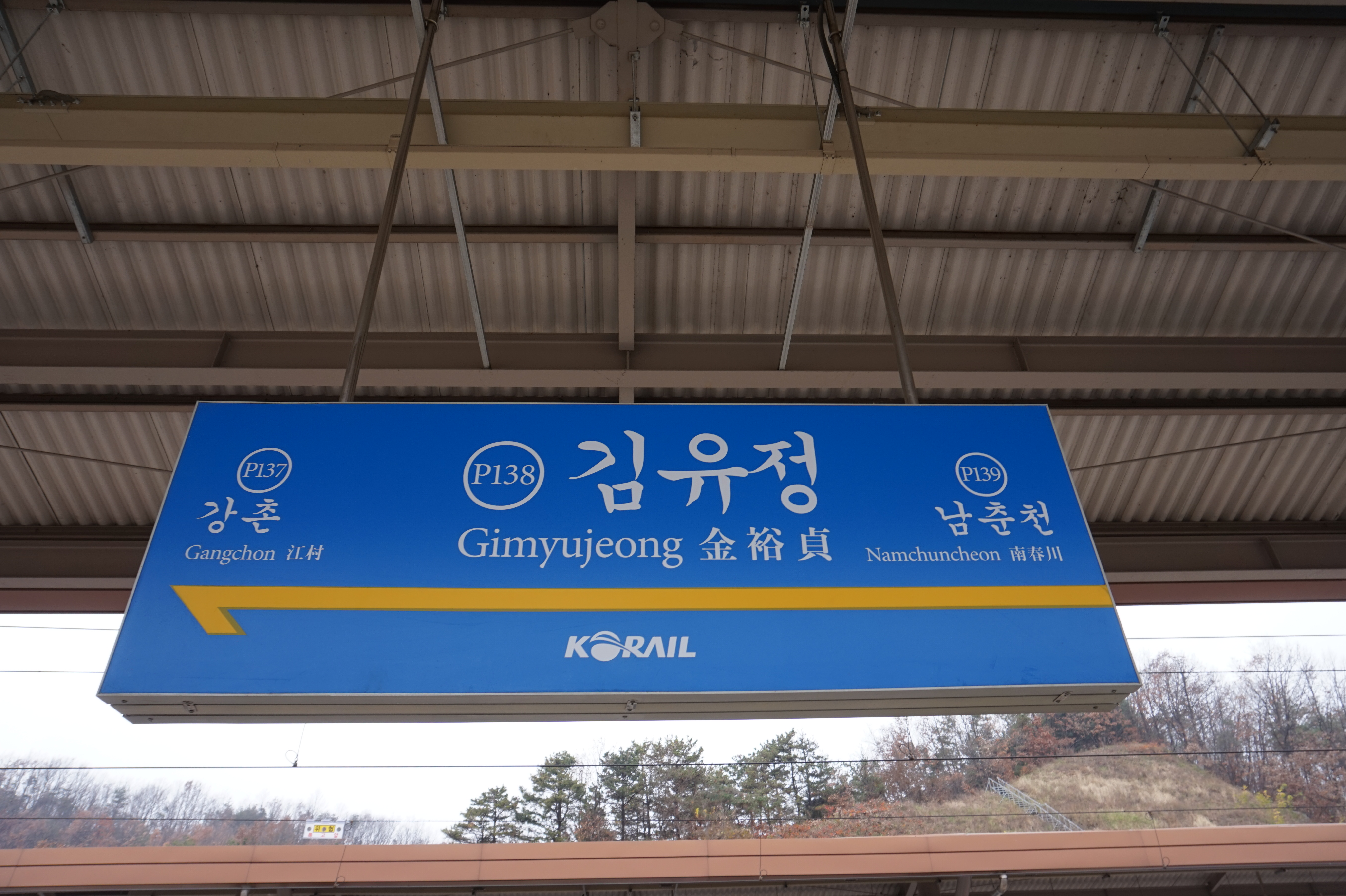
站名牌
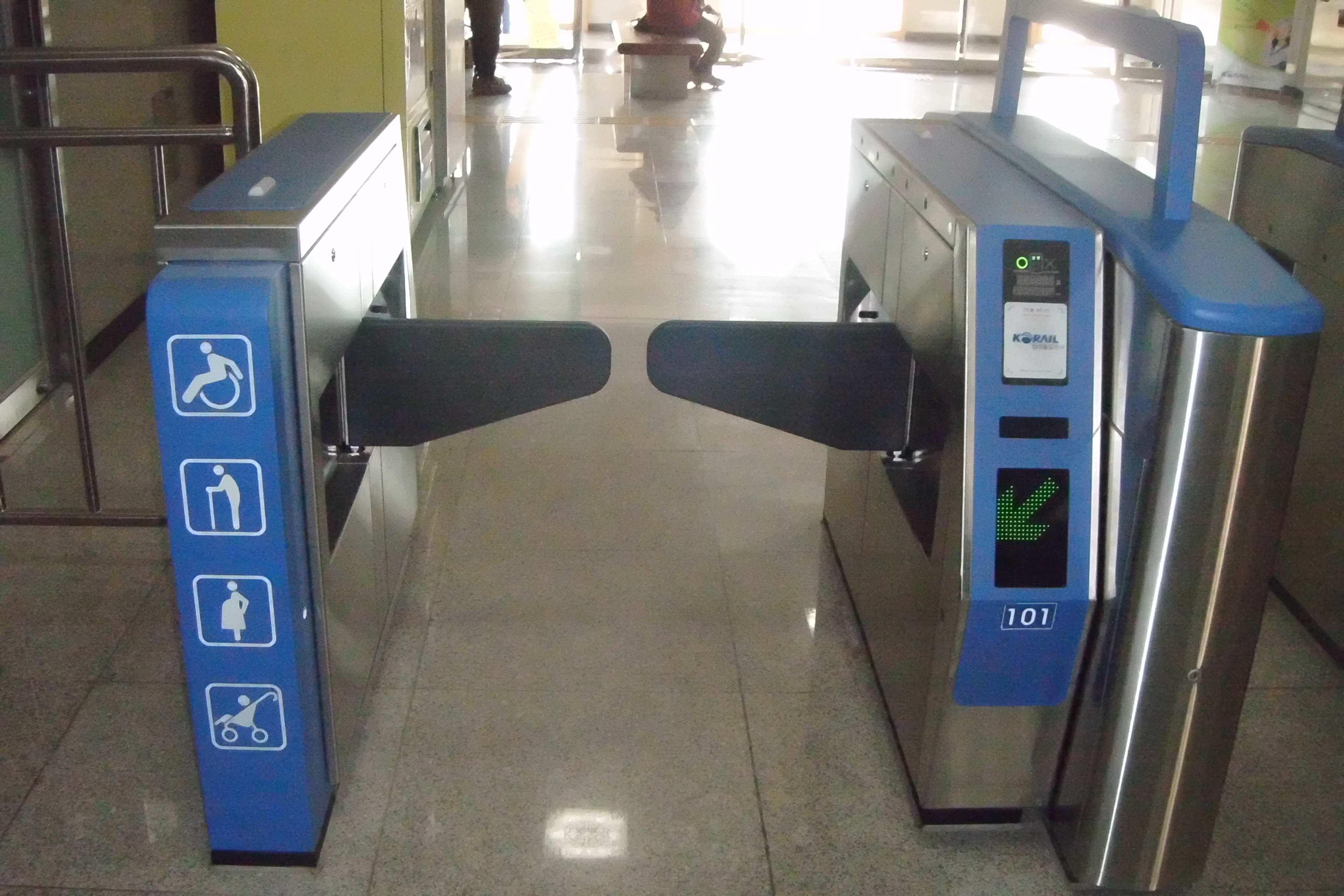
票閘口
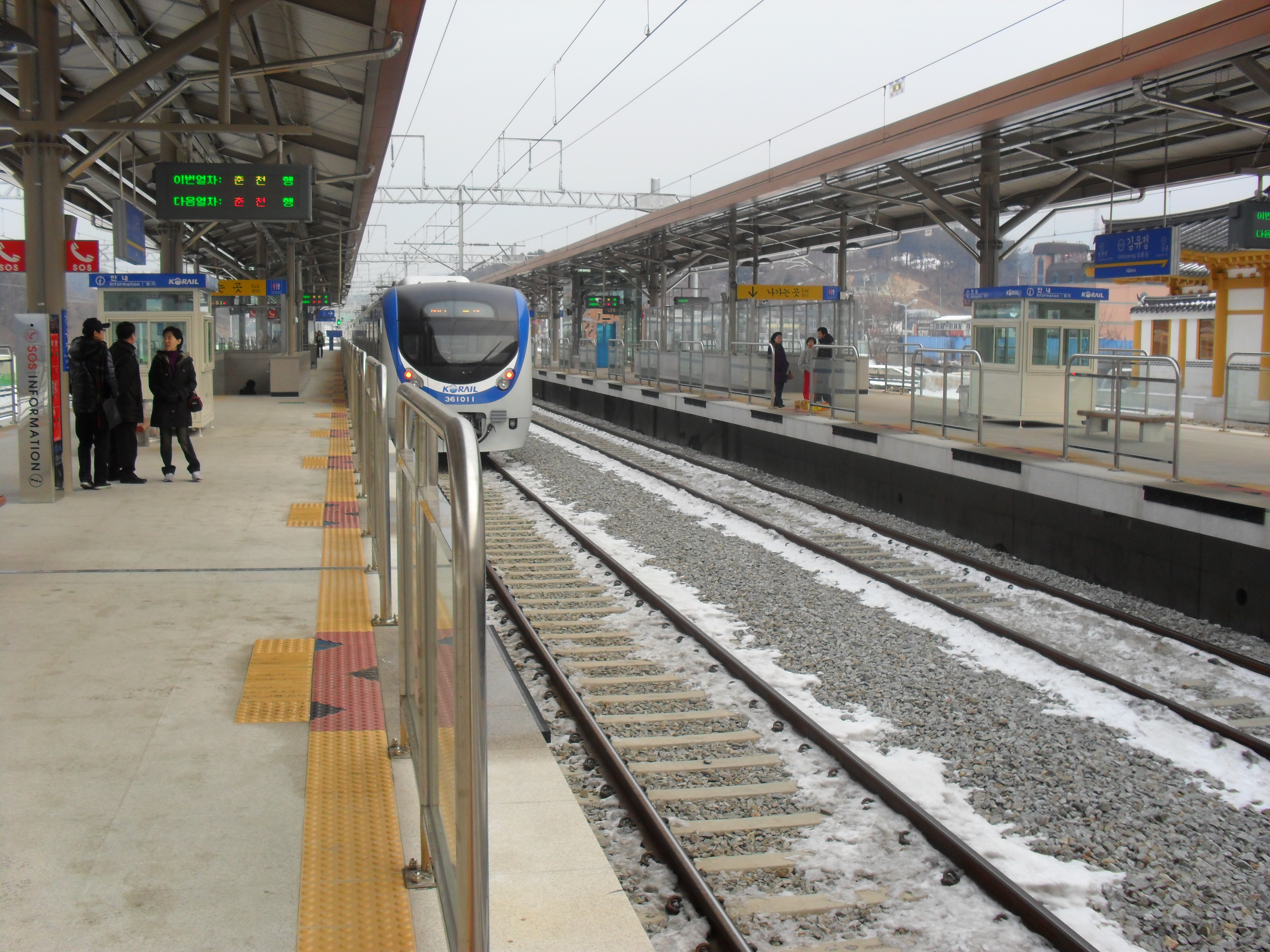
候車月台
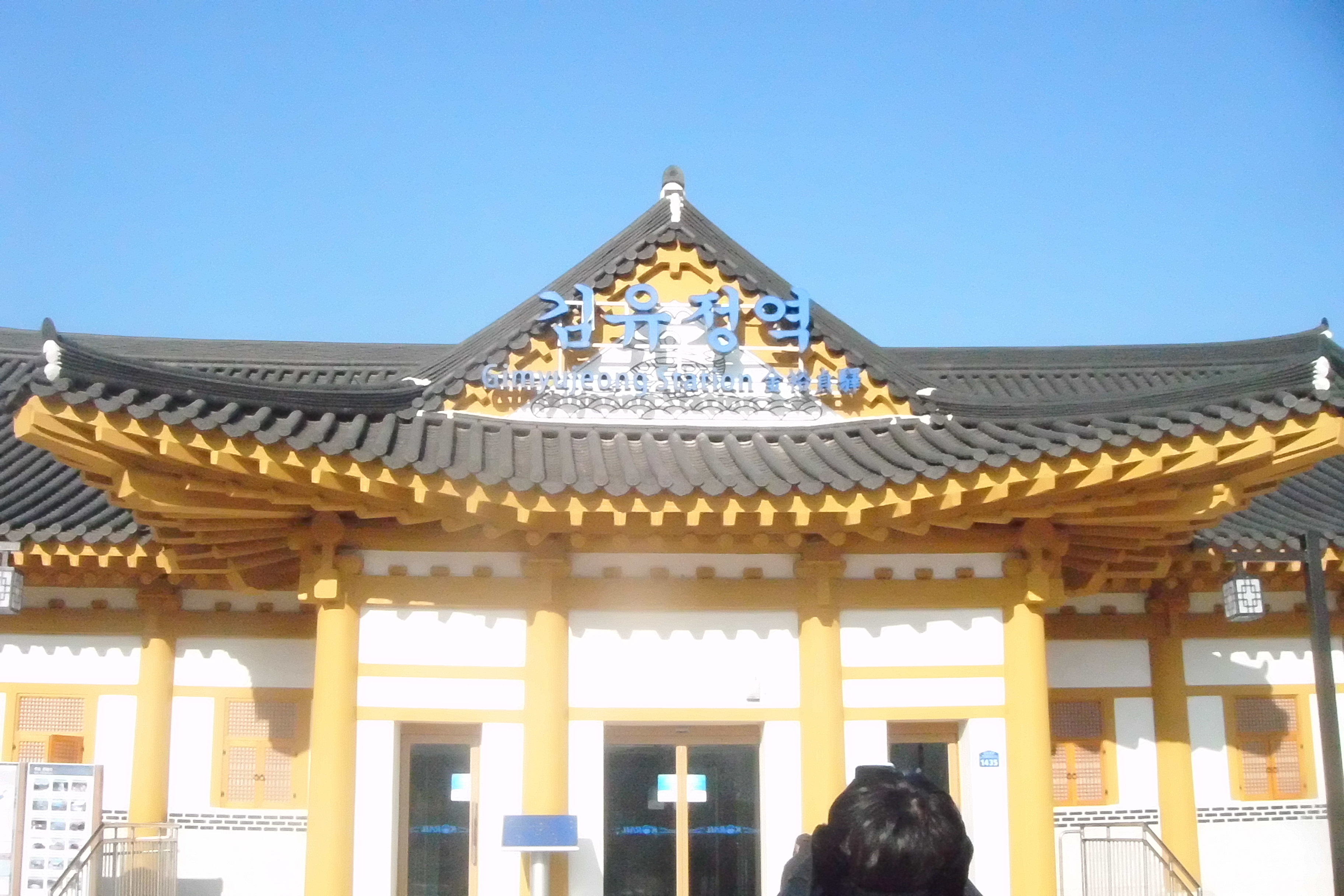
車站建築
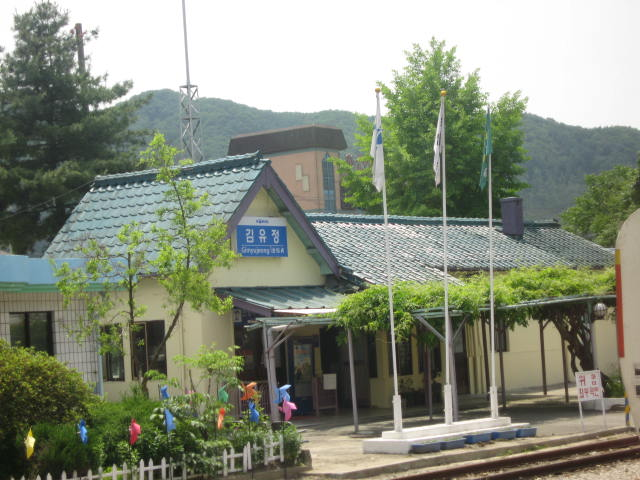
舊站房

## 相鄰車站
韓國鐵道公社
●首都圈電鐵京春線
緩行
江村（P137）－金裕貞（P138）－南春川（P139）